# Prix littéraires du Gouverneur général 1995
Liste des Prix littéraires du Gouverneur général pour 1995, chacun suivi des finalistes.

## Français

### Prix du Gouverneur général: romans et nouvelles de langue française
- Nicole Houde, Les Oiseaux de Saint-John Perse
- Ying Chen, L'Ingratitude
- Louis Hamelin, Betsi Larousse ou l'Ineffable eccéité de la loutre
- Louis Jolicoeur, Saisir l'absence
- André Major, La Vie provisoire

### Prix du Gouverneur général: poésie de langue française
- Émile Martel, Pour orchestre et poète seul
- Louise Desjardins, La 2e Avenue précédé de Petite sensation, La minutie de l'araignée, Le marché de l'amour
- Jocelyne Felx, La Pierre et les Heures
- Gérald Gaudet, La Fiction de l'âme
- Andrée Lacelle, Tant de vie s'égare

### Prix du Gouverneur général: théâtre de langue française
- Carole Fréchette, Les Quatre Morts de Marie
- Jean-Marc Dalpé, Lucky Lady
- Suzanne Lebeau, Contes d'enfants réels
- Michèle Magny, Marina, le dernier rose aux joues

### Prix du Gouverneur général: études et essais de langue française
- Yvan Lamonde, Louis-Antoine Dessaulles. Un seigneur libéral et anticlérical
- Hélène-Andrée Bizier, Le Noir et le Rouge
- Jean Boivin, La Classe de Messiaen
- Marcel Fournier, Marcel Mauss
- Daniel Latouche, Plaidoyer pour le Québec

### Prix du Gouverneur général: littérature jeunesse de langue française - texte
- Sonia Sarfati, Comme une peau de chagrin
- Jean-Pierre Davidts, Contes du chat gris
- Christiane Duchesne, Berthold et Lucrèce
- Annouchka Gravel Galouchko, Sho et les dragons d'eau
- Jacques Savoie, Toute la beauté du monde

### Prix du Gouverneur général: littérature jeunesse de langue française - illustration
- Annouchka Gravel Galouchko, Sho et les dragons d'eau
- Marie-Louise Gay, Berthold et Lucrèce
- Stéphane Jorisch, Le Baiser maléfique
- Pierre Pratt, La Bottine magique de Pipo
- Rémy Simard, Le père Noël a une crevaison

### Prix du Gouverneur général: traduction de l'anglais vers le français
- Hervé Juste, Entre l'ordre et la liberté
- Michèle Causse, Loyale à la chasse
- Hervé Juste, Trudeau : l'illusion héroïque
- Anne Malena, La Maraude
- Marie José Thériault, À l'aube de lendemains précaires

## Anglais

### Prix du Gouverneur général: romans et nouvelles de langue anglaise
- Greg Hollingshead, The Roaring Girl
- Diana Atkinson, Highways and Dancehalls
- Barbara Gowdy, Mister Sandman
- Julie Keith, The Jaguar Temple
- Richard B. Wright, The Age of Longing

### Prix du Gouverneur général: poésie de langue anglaise
- Anne Szumigalski, Voice
- Roo Borson, Night Walk
- Di Brandt, Jerusalem, Beloved
- Don Domanski, Stations of the Left Hand
- Steven Heighton, The Ecstasy of Skeptics

### Prix du Gouverneur général: théâtre de langue anglaise
- Jason Sherman, Three in the Back, Two in the Head
- Brad Fraser, Poor Super Man: A Play with Captions
- Deborah Kimmett, Miracle Mother
- Joan MacLeod, The Hope Slide - Little Sister
- Eugene Stickland, Some Assembly Required

### Prix du Gouverneur général: études et essais de langue anglaise
- Rosemary Sullivan, Shadow Maker: The Life of Gwendolyn MacEwen
- Charles Foran, The Last House of Ulster: A Family in Belfast
- Linda McQuaig, Shooting the Hippo
- Sid Marty, Leaning on the Wind

### Prix du Gouverneur général: littérature jeunesse de langue anglaise - texte
- Tim Wynne-Jones, The Maestro
- Beth Goobie, Mission Impossible
- Hazel Hutchins, Tess
- Welwyn Wilton Katz, Out of the Dark
- Diana Wieler, RanVan A Worthy Opponent

### Prix du Gouverneur général: littérature jeunesse de langue anglaise - illustration
- Ludmila Zeman, The Last Quest of Gilgamesh
- Warabé Aska, Aska's Sea Creatures
- Geoff Butler, The Killick: A Newfoundland Story
- Gary Clement, Just Stay Put
- Frances Tyrrell, Woodland Christmas

### Prix du Gouverneur général: traduction du français vers l'anglais
- David Homel, Why Must a Black Writer Write About Sex?
- Paul Leduc Browne et Dream Michelle Weinroth, Trudeau and the End of a Canadian
- Sheila Fischman, No Song, But Silence
- Wayne Grady, Black Squirrel
- Susan Ouriou, The Road to Chlifa